# Angèle Verdin-Leenaers
Angèle Jeanne Verdin-Leenaers (Antwerpen, 20 februari 1927 – Brussel, 22 november 1999) was een Belgisch senator.

## Levensloop
Angèle Leenaers was beroepshalve maatschappelijk assistente.
In 1970 was ze voor het FDF enkele maanden gemeenteraadslid van Elsene.
Van 1971 tot 1977 zetelde ze voor het arrondissement Brussel als rechtstreeks gekozen senator in de Senaat. Verdin-Leenaers was er voorzitster van de commissie Middenstand, Arbeid, Werk, Sociale Voorzorg, Economische Zaken en Verificatie van de Geloofsbrieven. Ook was ze lid van de Raadgevende Interparlementaire Beneluxraad.
In oktober 1974 stapte ze over van het FDF naar de PSC. Binnen de PSC behoorde ze tot de conservatieve CEPIC-groep, waarvan ze de ondervoorzitster was.